# Pilea lucida
Pilea lucida är en nässelväxtart som först beskrevs av Olof Swartz, och fick sitt nu gällande namn av Carl Ludwig von Blume. Pilea lucida ingår i släktet pileor, och familjen nässelväxter. Inga underarter finns listade i Catalogue of Life.